# Kostel Nanebevzetí Panny Marie (Nedašov)
Kostel Nanebevzetí Panny Marie je římskokatolický chrám v Nedašově, který bývá nazýván „malým Hostýnem“. Je postaven v novogotickém slohu.

## Historie
První snahy o výstavbu kostela v obci měly začít již v 18. století, kvůli obavám místních o finanční náročnost však z toho sešlo. Až v roce 1907 podpořil výstavbu arcibiskup a poslanec moravského zemského sněmu Antonín Cyril Stojan. O dva roky později (6. června 1909) byl arcibiskupem posvěcen základní kámen a hrubá stavba byla dokončena už listopadu téhož roku. Slavnostní svěcení kostela proběhlo 25. března 1916.
Autorem obrazů v kostele je místní malíř Josef Káňa. V roce 1997 byl kostel opraven a od roku 2003 je vyzdoben novým oltářem.

## Technické parametry
Věž je vysoká 33,2 metrů, přičemž střecha sama o sobě má 11,5 metrů.
Ve věži se nacházejí tři zvony – zvon Panna Maria, zvon sv. Cyril a Metoděj (posvěcené 15. srpna 1967) a zvon sv. Josef (posvěcen 18. listopadu 1995).

## Galerie

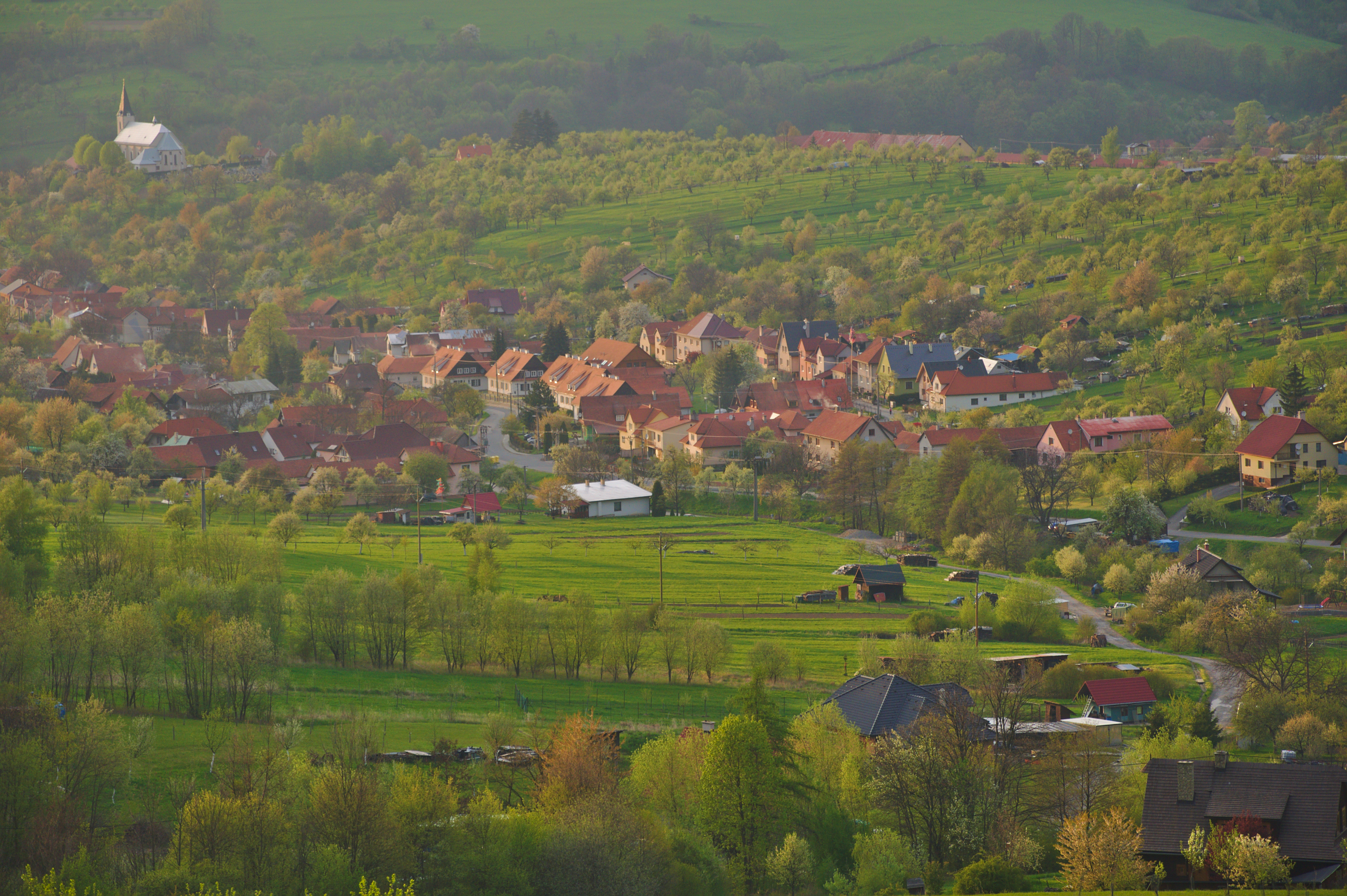
Kostel v kontextu vesnice